# Phalacrophorus uniformis
Phalacrophorus uniformis is een borstelworm uit de familie Iospilidae. Het lichaam van de worm bestaat uit een kop, een cilindrisch, gesegmenteerd lichaam en een staartstukje. De kop bestaat uit een prostomium (gedeelte voor de mondopening) en een peristomium (gedeelte rond de mond) en draagt gepaarde aanhangsels (palpen, antennen en cirri).
Phalacrophorus uniformis werd in 1895 voor het eerst wetenschappelijk beschreven door Reibisch.